# Augustin Thevarparampil
 (janvier 2016).
Si vous disposez d'ouvrages ou d'articles de référence ou si vous connaissez des sites web de qualité traitant du thème abordé ici, merci de compléter l'article en donnant les références utiles à sa vérifiabilité et en les liant à la section « Notes et références ».
Augustin Thevarparampil (1er avril 1891 - 16 octobre 1973) est un prêtre catholique indien de rite syro-malabar, connu pour avoir été « l'Apôtre des intouchables ». Il est vénéré comme bienheureux par l'Église catholique.

## Biographie
Augustin Thevarparampil est né le 1er avril 1891 à Ramapuram, dans l'État du Kerala. Il grandit dans la tradition chrétienne, de rite syro-malabar. Profondément religieux, il suit la voie de la prêtrise. Il reçoit l'ordination sacerdotale en 1921. 
Nommé à la paroisse de Ramapuram, le P. Thevarparampil entame un apostolat de plus de quarante ans auprès de la caste la plus inférieure de la société indienne, les intouchables. Il les accompagnera physiquement et spirituellement, travaillant à leur rendre de la dignité. Parcourant de nombreux kilomètres quotidiennement pour aller à leur rencontre, il prêchera de nombreuses retraites pour les instruire dans la religion et procédera à plus de 6 000 baptêmes. Son engagement en faveur des intouchables lui vaudra l'opposition de castes supérieures, mais il continua dynamiquement son apostolat. Austère avec lui-même, vivant dans la pauvreté et la piété, il était considéré de son vivant comme un exemple de vie chrétienne. 
Il meurt le 16 octobre 1973 à Ramapuram.

## Béatification

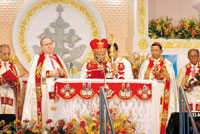
Cérémonie de béatification célébrée par le cardinal Varkey Vithayathil.

La cause pour sa béatification et canonisation débute en 1989. 
Le 22 juin 2004, le pape Jean-Paul II reconnaît l'héroïcité de ses vertus et le déclare vénérable
Le 30 avril 2006, béatification célébrée à Ramapuram par le cardinal Varkey Vithayathil, au nom du pape Benoît XVI, après la reconnaissance par le Saint-Siège. d'un miracle dû à son intercession.
Sa mémoire liturgique est célébrée le 16 octobre.

## Sources
- http://nominis.cef.fr/contenus/saint/12489/Bienheureux-Augustin-Thevarparampil--Kunjachan-.html